# Dolomedes hyppomene
Dolomedes hyppomene är en spindelart som beskrevs av Jean Victor Audouin 1826. Dolomedes hyppomene ingår i släktet Dolomedes och familjen vårdnätsspindlar.
Artens utbredningsområde är Egypten. Inga underarter finns listade i Catalogue of Life.